# Clifford bárója
A Clifford báró címet az angol királyi kancellária adminisztrációs hibája hívta létre az angol főrendben. Két feudális báróság – a yorkshire-i Skipton és a wetmorelandi Appleby – utódaként 1299-ben parlamentbe hívó levéllel jött létre a de Clifford báróság, nevét a Clifford család után kapta, a címet ők viselték. A tizenegyedik de Clifford báró elnyerte a Cumberland grófja címet. Amikor a negyedik Cumberland grófot parlamentbe hívták, a meghívót Clifford címre állították ki a de Clifford helyett, így új címet hoztak létre. A Clifford bárói cím – mivel parlamenti behívással jött létre – női ágon is örökölhető volt. Erre azonnal sor került, amikor az első báró után egyetlen lánya maradt, Elizabeth Clifford, Clifford {{. Férje Richard Boyle, Burlington 1., Cork 2. grófja volt.
Amikor Richard Boyle, Burlington 3. és Cork 4. grófja 1753. december 4-én meghalt, az ír főrendi Cork grófja cím a Boyle családon belül öröklődött, az angol főrendi Burlington grófja cím kihalt. Így lett egyetlen életben levő lánya Charlotte Boyle Clifford 6. bárónője. A bárónőt Devonshire negyedik hercege vette el. Charlotte fiai, az 5. és 6. Devonshire hercegek, örökölték a báróságot. 1858-ban a hatodik herceg gyermek nélkül halt meg. A bárói cím jogilag nem szűnt meg, hanem öröklési szünet állapotba került, mert nem maradt egyértelmű örökös, a hercegnek két nővére között oszlott meg a cím örökölés joga. Georgiana Dorothy George Howard, Carlisle 6. grófja, Harriet Elizabeth pedig Granville Leveson-Gower, Granville 1. grófja felesége volt. A cím azóta nem lett előhívva, továbbra is több potenciális örököse van. Ha bármelyikük kérelmezné, akkor a korona döntheti el, hogy melyik ág örökölheti.
A szócikk speciális jelölése
A dőlt betűs, kurzív nemesi cím jelentése: a viselő az apja (esetleg nagyapja) második (harmadik) címét viseli, az az ő az örökös vagy az örökös örököse.

## Henry Clifford Clifford 1. bárója, Cumberland 5. grófja
Henry Clifford, 5. Cumberland grófja (1592. február 28. – 1643. december 11.) angol földbirtokos és politikus volt, aki 1614 és 1622 között a parlament alsóházának tagjaként szolgált. 1628-ban bárói rangot kapott, majd 1641-ben örökölte a Cumberland grófja címet.
Francis Clifford, a Cumberland 4. grófja és Grisold Hughes fia, az Christ Church College-ban, Oxfordban tanult. 1614-ben Westmorland képviselőjévé választották a parlamentbe, majd 1621-ben újraválasztották. Ugyanebben az évben Westmorland főjegyzője lett. 1628-ban bárói címet nyert parlamenti behívó levéllel. A kiadott meghívó levél tévedésen alapul, a királyi kancellária hibásan feltételezte, hogy apja, Francis Clifford birtokolja a régi de Clifford báróságot. Ezért ez a cím nem az 1299-ben létrejött eredeti de Clifford báróság megerősítése volt, hanem egy teljesen új, tévesen kiadott báróság, amit a történelem és a peerage jog új bárói címként kezel.
Első felesége Frances Cecil (1593–1644), Robert Cecil, Salisbury 1. grófjának a lánya volt, egyetlen gyermekük született: Elizabeth Clifford. Clifford támogatta I. Károlyt a skót püspöki háborúk és a polgárháború idején egészen haláláig. 1641-ben örökölte a Cumberland grófi címet, és 1643-ban, 52 évesen halt meg. Mivel nem született fia, a grófi cím kihalt, a Clifford bárói címet lánya örökölte.

## Elizabeth Clifford, Clifford 2. bárónője
Elizabeth Clifford (1613. szeptember 18. – 1690/91. január 6.) yorkshire-i Skipton várában született 1613. szeptember 17-én, Francis Clifford, Cumberland 5. grófja egyetlen életben maradt gyerekeként. Otthon nevelkedett, majd 1635. július 5-én férjhez ment Richard Boyle-hoz, Cork második és Burlington első grófjához. Házasságukból öt gyermek született. A négy lány – lásd családfa – négy grófhoz ment feleségül, egyetlen fia volt a nemesi címek örököse. Elizabeth 1691-ben hunyt el.
Elizabeth Clifford az angol–ír főnemesi társadalom egyik legműveltebb és legnagyobb befolyással bíró asszonya volt a XVII. században. Széles körű levelezést folytatott angol és francia nyelven, különösen női rokonaival és ismerőseivel, jelentős szerepet játszott a kor nemesi udvari kultúrájában. Életét folyamatosan utazva többnyire angliai és ír birtokain töltötte, ahol vallásos áhítattal, gazdasági ügyekkel és jótékonysági tevékenységgel foglalkozott. Írásaiban műveltség, hit és gyakorlati érzék ötvöződik; levelei értékes forrásai a korszak arisztokrata női szerepfelfogásának. Hosszú életet élt, kortársai elismerték józanságát, hitét és éles eszét.
- Charles Boyle (1639–1694), Dungarvan vikomtja, Clifford 3. bárója
- Charles Boyle (1660–1704), Burlington 2. grófja, Cork 3. grófja, Clifford 4. bárója (1660–1704)
- Richard Boyle (1694–1753), Burlington 3. grófja, , Cork 4. grófja, Clifford 5. bárója

## Charlotte Boyle, Clifford 6. bárónője
Charlotte Elizabeth Boyle (1731. október 27. – 1754. december 8.) szülei legfiatalabb gyermeke és egyetlen túlélő lánya volt. Apja után jelentős vagyont – ír és angliai birtokokat, valamint a londoni Burlington House-t – örökölt. 1748. március 27-én ment feleségül William Cavendish-hez, aki akkor Hartington márkija címet viselte. A házasságot jól szervezett politikai és társadalmi szövetségként tartották számon, amely a két befolyásos család vagyonát és rangját egyesítette.
Charlotte apjának 1753. december 3-án bekövetkezett halála után örökölte a Clifford bárói címet, így suo jure (saját jogán) lett Clifford 6. bárónője. Röviddel apja halála után, 1754. december 8-án Charlotte himlőben hunyt el, mindössze 23 évesen. Férje később örökölte apja hercegi címét, és ezzel a Cavendish család birtokaihoz csatolódott Charlotte öröksége is, beleértve a Burlington birtokokat és a Clifford báróságot. Az örökség hozzájárult a Devonshire hercegek hatalmának megerősödéséhez a XVIII. századi brit főnemesség körében.
- William Cavendish (1748–1811), Devonshire 5. hercege, Clifford 7. bárója
- William Cavendish (1790–1858), Devonshire 6. hercege, Clifford 8. bárója

A hatodik hercegnek két nővére volt – Georgiana Cavendish (1783–1858), George Howard (1773-1848), Carlisle 6. grófja és Harriet Cavendish (1785–1862), Granville Leveson-Gower, Granville {{nowrap|1. grófja felesége – így a Clifford báró cím alvó állapotba került köztük és máig nem hívta elő egyik örökös leszármazottja sem.

## Családfa a Clifford bárókkal
A zászlók jelzik, ha a címet nem az angol főrendben hozták létre. Az hivatkozással bíró személyek életrajza abban a szócikkben olvasható, amely legmagasabb címükről szól. Ezért előfordulhat, hogy egy névre kattintva egy másik szócikkre visz át a Wikipédia.
- ♦ az első öt Cork gróf
- ♥ Burlington grófjai (nem az összes)
- ♠ Clifford bárói és bárónői
- Orrery grófjai[m 1] 1., 2., 3., 4. és 5.
- Az összes Lanesborough Clifford báró (a cím nincs feltüntetve a családfán) 1., 2., 3. és 4.
- Mindkét Shannon vikomt 1. és 2.
- A ★¹ ★² mutatja, hogy a családfán melyik két személy házasodott össze.

- Roger Boyle (1524–1576)
  - John Boyle (1563–1620)[m 2]
  - Richard Boyle (1566–1643),  ♦Cork 1. grófja
    - Joan Boyle (1611–1656) ∞ George FitzGerald (1612–1660)  Kildare 16. grófja
    - Richard Boyle (1612–1698),  ♦Cork 2. grófja, majd  ♥Burlington 1. grófja (1664) ∞ Elizabeth Clifford (1613–1691)  ♠Clifford 2. bárónője
      - Elizabeth Boyle (–1725) ∞ Nicholas Tufton (1631-1679)[m 3],  Thanet 3. grófja
      - Anne Boyle (1637–1671) ∞ Edward Montagu (1647–1688),  Sandwich 2. grófja
      - Frances Boyle (1637–1673) ∞ Wentworth Dillon (1637–1685)[m 4],  Roscommon 4. grófja
      - Charles Boyle (1639–1694),  Dungarvan 3. vikomtja[m 5]  ♠Clifford 3. bárója
        - Elizabeth Boyle (–1662) ∞ James Barry (1667–1748)[m 6],  Barrymore 4. grófja
        - Charles Boyle, (1669–1704),  ♥Burlington 2. grófja,  ♦Cork 3. grófja,  ♠Clifforrd 4. bárója ∞ Juliana Noel (1672–1750)
          - Juliana Boyle (~1685–1739) ∞ Charles Bruce (1682–1747)[m 7],  Ailesbury 3. grófja
          - Richard Boyle (1694–1753),  ♥Burlington 3. grófja,  ♦Cork 4. grófja,  ♠Clifforrd 5. bárója ∞ Dorothy Savile (1699–1758)
            - Dorothy Boyle (1724–1742) ∞ George FitzRoy (1715–1747)[m 8], Euston grófja
            - Julianna Boyle (1727–1730)[m 9]
            - Charlotte Boyle (1731–1754),  ♠Clifford 6. bárónője ∞ William Cavendish (1720–1764),  Devonshire 4. hercege  ♥Burlinton 2. grófja
              - William Cavendish (1748–1811)  Devonshire 5. hercege,  ♠Clifford 7. bárója ∞¹ Georgiana Spencer (1757–1806)[m 10] ∞² Elizabeth Christiana Hervey (1758–1824)
                - William Cavendish (1790–1858),  Devonshire 6. hercege,  ♠Clifford 8. bárója
                - Georgiana Cavendish (1783–1858), ½♠ ∞ George Howard (1773-1848)[m 11],  Carlisle 6. grófja
                  - Blanche Howard (1812–1840) ∞ William Cavendish (1808–91),  Devonshire 7. hercege ★¹

                - Harriet Cavendish (1785–1862) ½♠ ∞ Granville Leveson-Gower (1773–1846)[m 12],  Granville 1. grófja

              - Dorothy Cavendish (1750–1794) ∞ William Bentinck (1738–1809)[m 13],  Portland 3. hercege
              - George Augustus Henry Cavendish (1754–1834),  ♥Burlington 1. grófja
                - William Cavendish (1783–1812) ∞ Louisa Cavendish (1779 - 1863)
                  - William Cavendish (1808–91),  Devonshire 7. hercege ∞ Blanche Howard (1812–1840) ★¹

                - Charles Cavendish (1793–1863)[m 14],  Chesham 1. bárója
                  - ... innen Chesham bárói

          - Henrietta Boyle (1700–1746) ∞ Henry Boyle (1682–1764)[m 15],  Shannon 1. grófja ★²

        - Henry Boyle (1669–1725)[m 16],  Carleton 1. bárója
        - Mary Boyle (1670–1709) ∞ James Douglas (1662–1711),  Queensberry 2. hercege
        - Arabella Boyle (1671–1740) ∞ Henry Petty (1675–1751)[m 17],  Shelburne 1. grófja

      - Henrietta Boyle (1646–1687) ∞ Laurence Hyde (1642–1711)[m 18],  Rochester 1. grófja

    - Lewis Boyle (1619–1642)[m 19],  Kinalmeaky Boyle 1. vikomtja
    - Roger Boyle (1621–1679)[m 20],  Orrery 1. grófja
      - Barbara Boyle (– 1682) ∞ Arthur Chichester (1666–1706)[m 21],  Donegall 3. grófja
      - Margareth Boyle (~1644–1683) ∞ William O'Brien (1640–1692)[m 22],  Inchiquin 2. grófja
      - Roger Boyle (1646–1682)[m 23],  Orrery 2. grófja ∞ Mary Sackville (1647–1710)[m 24]
        - Lionel Boyle (1671–1703)[m 25],  Orrery 3. grófja ∞ Mary Sackville (~1680–1714)[m 24]
        - Charles Boyle (1674–1731)[m 26],  Orrery 4. grófja ∞ Elizabeth Cecil (1687–1708)
          - John Boyle (1707–1762)[m 27],  Orrery 5. grófja,  ♦Cork 5. grófja ∞ Henrietta Hamilton (–1732)
            - ...innen Cork és Orrery grófjai

      - Henry Boyle (1648–1693)[m 28]
        - Henry Boyle (1682–1764)[m 15],  Shannon 1. grófja ∞ Henrietta Boyle (1700–1746) ★²
          - ...innen Shannon grófjai

    - Francis Boyle (1623–1699)[m 29], Shannon 1. vikomtja
      - Richard Boyle (~1645–1679)
        - Richard Boyle (1675–1740)[m 30], Shannon 2. vikomtja ∞¹ Mary Sackville (~1680–1714)[m 24]

    - Mary Boyle (1625–1678) ∞ Charles Rich (1619–1673)[m 31],  Warwick 4. grófja
    - Robert Boyle (1627–1691)

## Fordítás
- Ez a szócikk részben vagy egészben  a   Baron Clifford című angol Wikipédia-szócikk ezen változatának fordításán alapul.  Az eredeti cikk szerkesztőit annak laptörténete sorolja fel. Ez a jelzés csupán a megfogalmazás eredetét és a szerzői jogokat jelzi, nem szolgál a cikkben szereplő információk forrásmegjelöléseként.
- Ez a szócikk részben vagy egészben  a   Henry Clifford, 5th Earl of Cumberland című angol Wikipédia-szócikk ezen változatának fordításán alapul.  Az eredeti cikk szerkesztőit annak laptörténete sorolja fel. Ez a jelzés csupán a megfogalmazás eredetét és a szerzői jogokat jelzi, nem szolgál a cikkben szereplő információk forrásmegjelöléseként.
- Ez a szócikk részben vagy egészben  a   Charlotte Cavendish, Marchioness of Hartington című angol Wikipédia-szócikk ezen változatának fordításán alapul.  Az eredeti cikk szerkesztőit annak laptörténete sorolja fel. Ez a jelzés csupán a megfogalmazás eredetét és a szerzői jogokat jelzi, nem szolgál a cikkben szereplő információk forrásmegjelöléseként.